# O Homem da Capa Preta
O Homem da Capa Preta és una pel·lícula dramàtica brasilera del 1986 dirigida per Sérgio Rezende. Rodada a Rio de Janeiro, retrata la vida de Tenório Cavalcanti, un polític de Duque de Caxias que solia portar amb ell una metralladora anomenada "Lurdinha".

L'autèntic Tenorio Cavalcanti amb la seva capa

## Argument
Nascut a Alagoas, Tenório s'instal·la a la Baixada Fluminense, on adquireix fama com a pistoler, a causa de les seves connexions amb un grup d'extermini, i s'involucra amb els complots polítics de la regió. La violència acompanya la seva vida: pare assassinat, marques de trets al cos, una metralladora com a acompanyant.

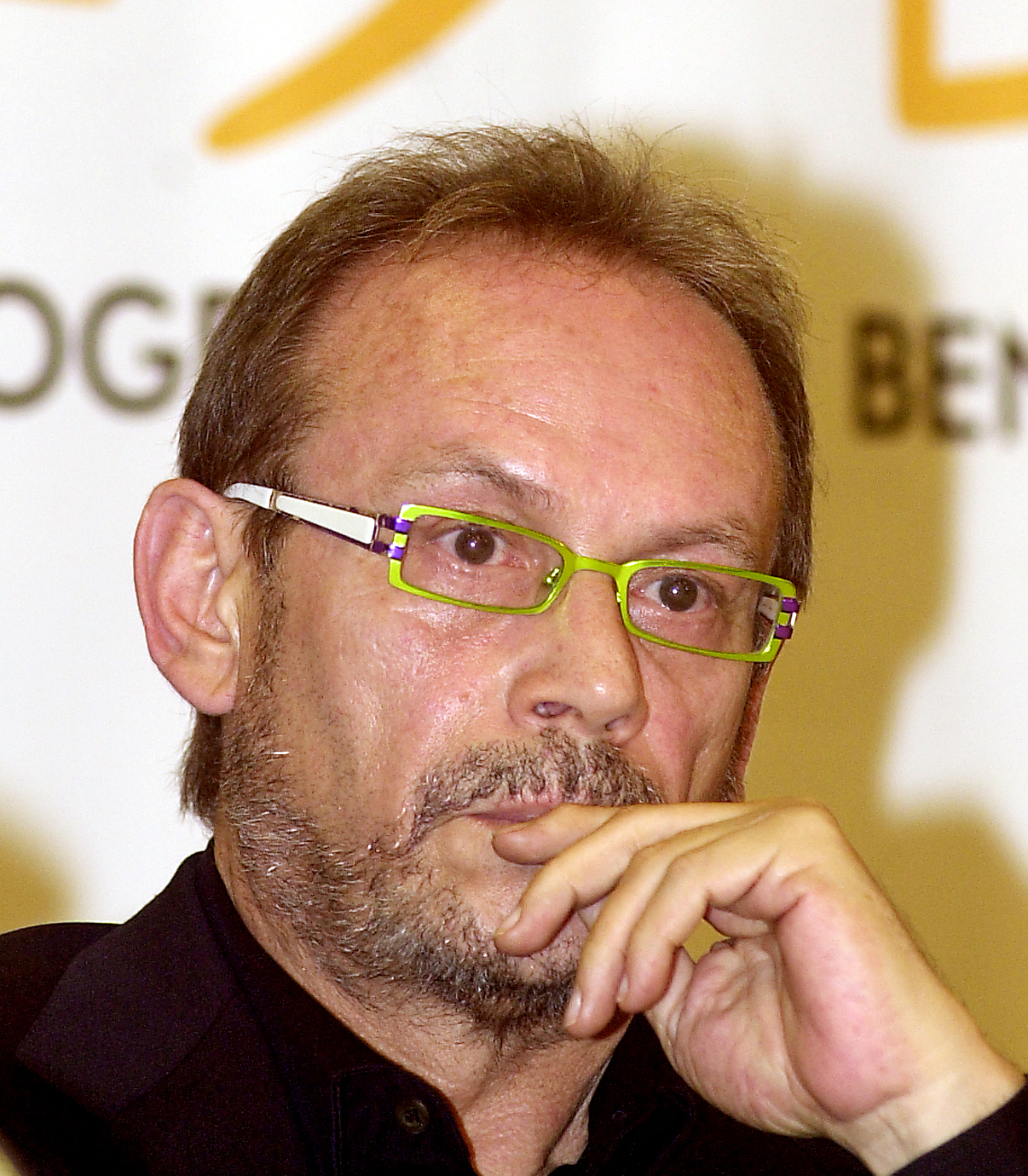
José Wilker, l'actor protagonista

Home de poble, polític popular, va construir una de les carreres més reeixides dels anys quaranta i cinquanta. El seu electorat estava format per gent humil i miserable, que el veia com un defensor i un vigilant. Amb el barret al cap i la famosa capa negra que amagava la temible metralladora "Lurdinha", els seus mítings van sorprendre el poble i van sorprendre la classe mitjana i l'elit política, que el veien només com un assassí de cor fred.
Es va fer famós per desafiar la corrupció i els poderosos que dominaven el municipi de Duque de Caxias a l'Estat de Rio de Janeiro.
El 1954 va fundar el diari Luta Democrática i va obtenir el major nombre de vots per a diputat federal de l'Estat. Escollit de nou el 1958, es va presentar a governador de l'Estat de Guanabara dos anys més tard, perdent davant Carlos Lacerda. El 1962, es va presentar de nou a les eleccions majoritàries, ara lluitant pel càrrec de governador de l'Estat de Rio de Janeiro, perdent les eleccions davant Badger da Silveira.
Tot i ser un acèrrim anticomunista, encara amb el mandat de Diputat Federal, s'alia amb les forces populars que donen suport a Jango, sent finalment destituït pel govern militar el juny de 1964.

## Repartiment
- José Wilker com a Tenório Cavalcanti
- Marieta Severo com a Zina
- Jonas Bloch com a Adolfo
- Paulo Villaça com a Maragato
- Isolda Cresta com la mare de Tenório
- Mariana de Moraes
- Jurandir de Oliveira com a Venâncio
- Jackson De Souza com a Cabral
- Ligia Diniz
- Chico Díaz com a Manezinho
- Álvaro Freire
- Carlos Gregório com a Silas

## Recepció
Va ser escollida millor pel·lícula pel jurat, rebent també els premis al millor actor (Wilker) i a la millor banda sonora original al 14è Festival de Gramado. Va participar en el 15è Festival Internacional de Cinema de Moscou.
La pel·lícula va generar alguna controvèrsia quan Carlos Alberto Prates Correa va titllar la pel·lícula de "feixista" i "ultra-dretana". La distribuïdora Manchete Vídeo va llançar el VHS de la pel·lícula al mateix temps que l'estrena. Harry Stone de la MPA del Brasil va comparar la pel·lícula amb Cobra de Stalone en un intent de criticar el seu contingut violent. Hi ha una llegenda urbana que els traficants de Rio de Janeiro oferien drogues en un paquet anomenat "capa preta", en homenatge a la pel·lícula.